# Nová Říše
Nová Říše (in tedesco Neureisch) è un comune mercato della Repubblica Ceca facente parte del distretto di Jihlava, nella regione di Vysočina.